# シャルル・リヴィエル＝エラール
シャルル・リヴィエル＝エラール (Charles Rivière-Hérard) ことシャルル・エラール・エネ (Charles Hérard Aîné, 1789年2月16日 - 1850年8月31日) はハイチ革命時のハイチ軍将校。

## 生涯

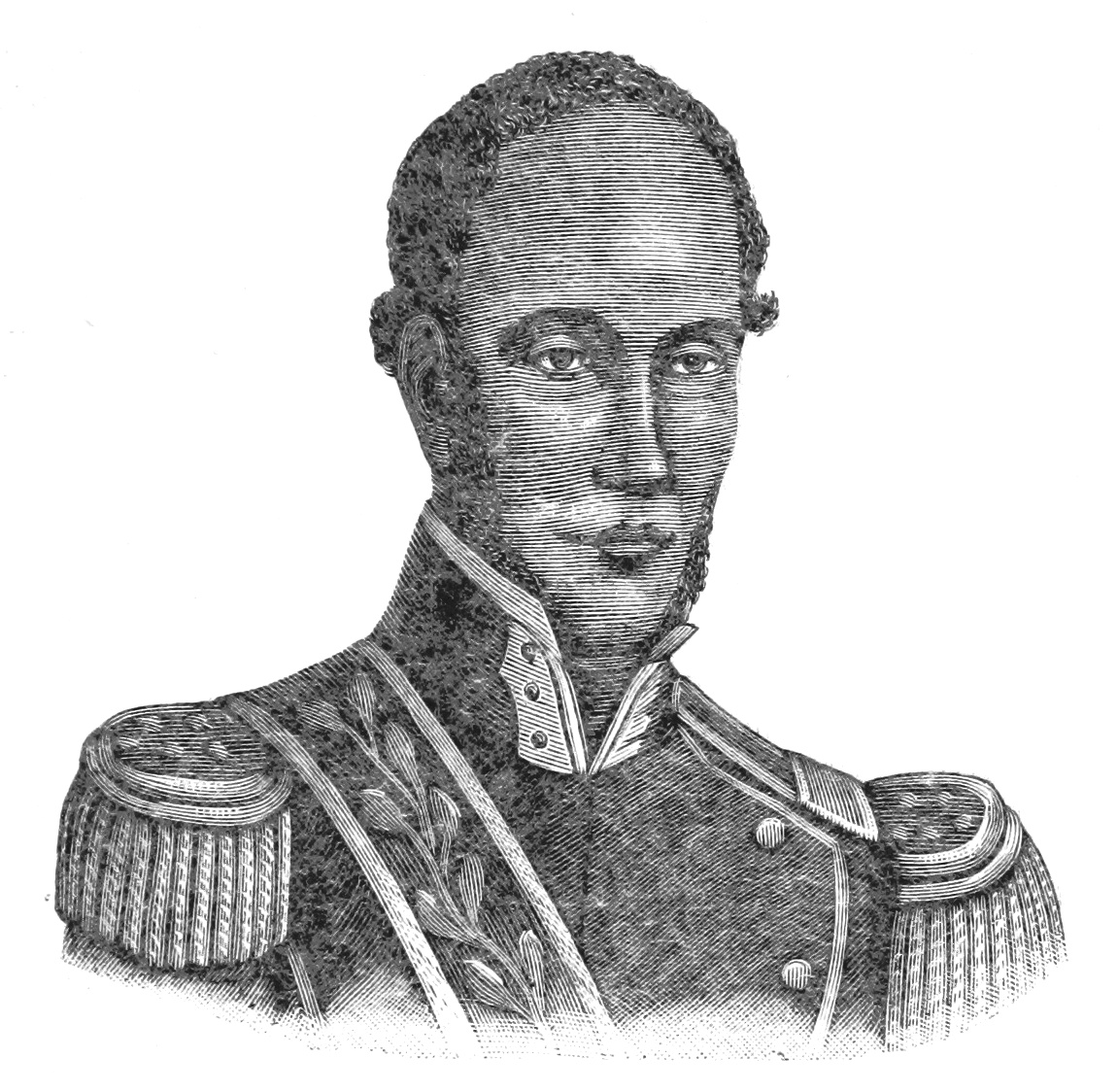
シャルル・リヴィエル＝エラール

1843年4月4日に大統領就任を宣言、1844年5月3日に追放された。
シャルル・エラール・エネはポルトープランスで生まれた。彼の生立ちの詳細はあまり知られていない。ハイチ革命に際し、黒人軍の大隊指揮官クラスの将校になった。彼が有名になったのはジャン・ピエール・ボワイエ大統領を追放することになった農民蜂起の指導者となったためである。その年の12月30日暫定議会はエラールの賛成なく新憲法を制定した。直ちにエラールは軍の忠誠を元に政府を掌握し自らを大統領と宣言した。
1844年2月27日スペイン領サントドミンゴであった東部で反乱が起こった。反乱軍は首都のサントドミンゴを占領しドミニカ共和国として独立を宣言した。3月10日エラールは再支配を目指し2万5000の兵を率いてドミニカ共和国へ侵攻した。しかしすぐに敗れて撤退を余儀なくされた。政治情勢が悪化する中でエラールは3月30日新憲法を廃止し議会を解散した。1844年3月末には長槍で武装したためピケと呼ばれた小作民と農民から成る反乱軍がレカイの近くに集結した。彼らは元将校のルイ・ジャン＝ジャック・アカオー将軍の率いる窮民軍 (L'Armée Souffrante) 或は南軍となった。4月に政府軍を破り、首都を目指しアカンの町で止まった。アカオー将軍はポルトープランスへ行進したが北部でも政府内の反対派から反乱が起こった。エラールは5月3日に職を放棄し、6月2日亡命し、後ジャマイカに至りそこで1850年8月31日に亡くなった。
| 先代 ジャン・ピエール・ボワイエ ハイチの大統領 | ハイチの大統領 1843年 - 1844年 | 次代 フィリップ・ゲリエ ハイチの大統領 |